# Adam Joseph Oestreich
Adam Joseph Oestreich (* nach 4. Januar 1799 in Oberbimbach; † 5. Juli 1843 ebenda) war ein deutscher Orgelbauer, der im Raum Fulda wirkte.

## Familie
Adam Joseph Oestreich war der älteste von drei Söhnen des Orgelbauers Johann Georg Oestreich (* 2. Februar 1770 in Oberbimbach; † 28. Februar 1858 ebenda) aus dessen 1798 geschlossenen Ehe mit Margarete geb. Faust. Alle drei Söhne wurden ebenfalls Orgelbauer und waren somit Mitglieder der vierten von fünf Generationen von Orgelbauern der Familie Oestreich.
Aus seiner Ehe mit Margarete geb. Gärtner (1805–1857) aus Malkes stammten die Kinder Monika (* 1829), Emil Michael (* 1832), Maximilian (* 1834), Maurus (1836–1912), Mathilde (* 1838) und Damian (* 1843). Seine Witwe heiratete nach dem Tod Adam Josephs Oestreichs 1843 seinen jüngeren Bruder Augustin (1807–nach 1855), der 1855 mit zwei seiner vier Stiefsöhne, Maximilian und Maurus, in die USA auswanderte und sich dort in dem 1850 gegründeten und 1857 inkorporierten Ort Ashland in Pennsylvania niederließ und eine Orgel- und Holzbauwerkstatt im benachbarten Pottsville betrieb. Damian Oestreich folgte 1859 ebenfalls nach Ashland.

## Wirken
Adam Joseph Oestreich lernte bei seinem Vater und arbeitete in dessen Werkstatt in Oberbimbach. Er und seine beiden Brüder, Michael (1802–1838) und Augustin, waren 1826–1828 beim Bau der Orgel in der Kirche St. Laurentius in Großkrotzenburg durch ihren Vater beteiligt. Neben vielen Orgelreparaturen führte Adam Joseph auch Neubauten aus, die klanglich bereits der Romantik zuzuordnen waren. Eine Handvoll sind noch heute erhalten. Seine erste eigenständig erbaute Orgel war die von 1826 in Hattenhof.

## Werkliste (Auswahl)
| Jahr      | Ort           | Kirche                               | Bild | Manuale | Register | Anmerkungen |
| --------- | ------------- | ------------------------------------ | ---- | ------- | -------- | --- |
| 1826      | Hattenhof     | Kirche St. Kosmas und St. Damian     |      |         |          | nicht erhalten |
| 1832–1834 | Fritzlar      | Katharinenkirche im Ursulinenkloster |      | I/P     | 11       | erhalten. Die Orgel wurde bei der durch den Kulturkampf bedingten Schließung des Klosters 1877 verkauft, stand bis 1973 in der dann entweihten Kirche von Großenenglis, verblieb 22 Jahre ungenutzt im Lager des Orgelbauers Bruno Döring in Neukirchen (Knüll) und steht seit 1995 in der St. Michaelskirche in Kleinenglis |
| 1835      | Medebach      | Evangelische Kirche                  |      |         |          | nicht erhalten; 1960 im Zuge der damaligen Kirchenrenovierung durch eine elektronische Orgel ersetzt |
| 1836      | Großauheim    | Kath. Pfarrkirche St. Jakobus        |      |         |          | erhalten |
| 1838      | Ulmbach       | Kath. Pfarrkirche Mariae Himmelfahrt |      |         |          | erhalten |
| 1839      | Oberrodenbach | Kath. Pfarrkirche St. Peter und Paul |      |         |          | erhalten |
| 1843      | Oberbimbach   | Kath. Pfarrkirche                    |      | II      | 24       | Prospekt erhalten; von seinem Bruder Augustin 1844 vollendet, seit 1928 nur noch Prospekt erhalten |